# اچ‌ام‌اس آلکمنه (۱۷۹۴)
اچ‌ام‌اس آلکمنه (۱۷۹۴) (به انگلیسی: HMS Alcmene (1794)) یک کشتی بود که طول آن ۱۳۵ فوت ۳ اینچ (۴۱٫۲ متر) بود. این کشتی در سال ۱۷۹۴ ساخته شد.